# المصنعة (صنعاء)

تعديل مصدري - تعديل

المصنعة هي إحدى قرى مديرية جحانة التابعة لمحافظة صنعاء اليمنية، بلغ تعداد سكانها 1127 نسمة حسب الإحصاء الذي أجري عام 2004.